# Wülfing-Stipendium
Das Wülfing-Stipendium ist ein Stipendium zur Förderung junger deutscher Wissenschaftler aus der Archäologie und ihren Nachbarwissenschaften. Es wird vom Deutschen Archäologischen Institut auf der Grundlage einer 1928 von seinem Ehrenmitglied John Max Wülfing eingerichteten Stiftung vergeben.
Es soll den Nachwuchswissenschaftlern einen achtmonatigen Aufenthalt in den Mittelmeerländern und dem Vorderen Orient zur Wissenserweiterung ermöglichen. Das Stipendium ist derzeit mit 10.000 € dotiert.

## Inhaber des Wülfing-Stipendiums
- 1930/31: Gerda Bruns
- 1932/33: Karl Heinrich Dittmann
- 1933/34: Clemens Bosch (auf Grund seiner jüdischen Ehefrau wieder aberkannt)
- 1934/35: Ernst Homann-Wedeking
- 1937/38: Lothar Hahl
- 1939/40: Peter Knoblauch
- 1989/90: Ulrich-Walter Gans
- 1997/98: Sarah Japp, Uwe Sievertsen
- 2002/03: Silke Grallert
- 2006/07: Holger Schwarzer
- 2012/13: Astrid Fendt, Ute Kelp
- 2013/14: Eric Laufer
- 2014/15: Torben Keßler, Viktoria Räuchle
- 2016/17: Christian Barthel, Simone Killen, Anne Sieverling, Natalia Toma-Kansteiner
- 2017/18: Thomas Lappi, Eleonore Pape
- 2018/19: Ulrich Thaler
- 2019/20: Will Kennedy
- 2020/21: Gregor Utz
- 2024/25: Johannes Jungfleisch

## Weblink
- Wülfing-Stipendium auf der Website des Deutschen Archäologischen Instituts